# اچ‌ام‌اس کستر (۱۷۸۵)
اچ‌ام‌اس کستر (۱۷۸۵) (به انگلیسی: HMS Castor (1785)) یک کشتی بود که طول آن ۱۲۶ فوت (۳۸٫۴ متر) بود. این کشتی در سال ۱۷۸۵ ساخته شد.